# Glossodoris norrisi
Glossodoris norrisi är en snäckart som först beskrevs av Farmer 1963.  Glossodoris norrisi ingår i släktet Glossodoris och familjen Chromodorididae. Inga underarter finns listade i Catalogue of Life.